# Język neosalomoński
Język neosalomoński, także pijin – język kreolski na bazie angielskiego, z cechami gramatyki melanezyjskiej, używany przez ponad 300 tysięcy osób na Wyspach Salomona. Historycznie spokrewniony z językami tok pisin i bislama.
W porównaniu do tok pisin i bislama neosalomoński wykazuje mniejsze wpływy innych języków europejskich (poza angielskim) i odznacza się bardziej złożoną składnią (ma większy zasób przyimków i spójników).